# Дашогуз
Дашогуз (Дашховуз, Ташауз) (туркм. Daşoguz) — місто на півночі Туркменістану, центр Дашогузького велаята. Населення — 275,3 тис. осіб (2012).

## Географія

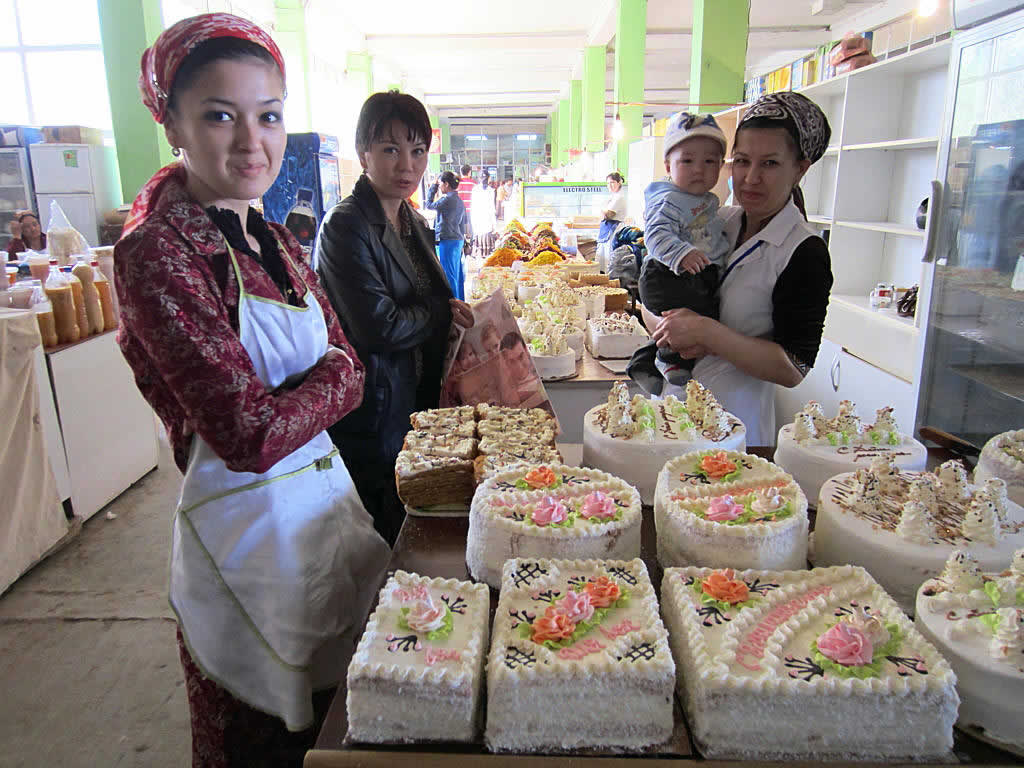
Продавці тортів, Бай Базар, Дашогуз

Місто розташоване на обох берегах каналу Шават (іригаційне відгалуження річки Амудар'я). Залізнична станція, аеропорт.
Знаходиться в екологічно несприятливому районі Аральського моря. Відстань до столиці Туркменістану, міста Ашгабата — близько 460 км, до Нукуса — столиці Каракалпакстана близько 77 км, до Ургенча — столиці Хорезмської області Республіки Узбекистан — 68 км. На південь від міста розташовані піски Емеркум. Залізнична станція, розташована в межах міста.
Аеропорт розташований за 10 км від міста, реконструйований в 2009–2010 роках.
У сусідньому озері Сарикамиш можна знайти близько 65 різноманітних видів риб.

## Назва
Назва міста означає буквально кам'яний рот, у значенні «кам'яний отвір», у цьому випадку «кам'яна водойма». Насправді, Дашогуз значить зовсім не «кам'яний рот» (був б «Даш агиз») і не «кам'яний басейн» («Дашховуз»), а походить від імені огузького племінного об'єднання «Диш огуз» (або «Даш огуз»), тобто «Зовнішні огузи», описаного ще в епосі «Діді Коркут». У середні століття предки туркмен огузи розділялися на два крила «Іч огуз» («Внутрішні огузи») і «Диш огуз» («Зовнішні огузи»).

## Історія
Місто засноване в 1681 як караван-сарай (пришляховий пункт відпочинку) Великого шовкового шляху з колодязем на межі Хівинського ханства. У 1992 році первісна російська назва Ташауз змінена на туркменську версію Дашховуз, а в 1999 місто одержало нову назву — Дашогуз.
Міський громадський транспорт: муніципальний автобус, маршрутне таксі, муніципальне й приватне таксі. У місті є один з найстарших аеропортів Туркменістану, з якого виконуються внутрішні авіарейси а Ашгабад, Туркменабат, Туркменбаші й Мари.
У 1994 році вирішено будувати тролейбусне депо, але воно не було побудовано з невідомих причин. Залізничний вокзал «Дашогуз» є найбільшим й найсучаснішим не тільки в Туркменістані, але й у регіоні.

## Клімат
Дашогуз має відносно прохолодний пустельний клімат (BWk, за класифікацією клімату Кеппена), з довгим і жарким літом. Зима відносно коротка, але досить холодна. Опадів не вистачає, протягом року випадає в середньому близько 100 мм.
- Середньорічна температура повітря — 12,8 °C
- Відносна вологість повітря — 55,9 %
- Середня швидкість вітру — 3,9 м/с

| Клімат Daşoguz                  | Клімат Daşoguz | Клімат Daşoguz | Клімат Daşoguz | Клімат Daşoguz | Клімат Daşoguz | Клімат Daşoguz | Клімат Daşoguz | Клімат Daşoguz | Клімат Daşoguz | Клімат Daşoguz | Клімат Daşoguz | Клімат Daşoguz | Клімат Daşoguz |
| Показник                        | Січ.           | Лют.           | Бер.           | Квіт.          | Трав.          | Черв.          | Лип.           | Серп.          | Вер.           | Жовт.          | Лист.          | Груд.          | Рік            |
| Середній максимум, °C           | 0,8            | 3,7            | 11,2           | 21,2           | 28,8           | 33,6           | 35,6           | 33,1           | 27,3           | 18,6           | 10,4           | 3,2            | 19,0           |
| Середня температура, °C         | −3,6           | −1,5           | 5,4            | 14,5           | 21,5           | 26,0           | 28,3           | 25,7           | 19,6           | 11,7           | 5,0            | 1,1            | 12,8           |
| Середній мінімум, °C            | −8             | −6,7           | −0,4           | 7,8            | 14,2           | 18,5           | 21,0           | 18,3           | 12,0           | 4,8            | −0,3           | −1             | 6,7            |
| Норма опадів, мм                | 8              | 8              | 17             | 18             | 12             | 4              | 2              | 1              | 2              | 6              | 10             | 12             | 100            |
| ------------------------------- | -------------- | -------------- | -------------- | -------------- | -------------- | -------------- | -------------- | -------------- | -------------- | -------------- | -------------- | -------------- | -------------- |
| Джерело: Сайт: Climate-data.org |                |                |                |                |                |                |                |                |                |                |                |                |                |

## Цікаві факти
5 вересня 1998 р. у межах м. Дашогуз упав метеорит H5 вагою приблизно 7 кілограмів.